# Miyajima Seijirō

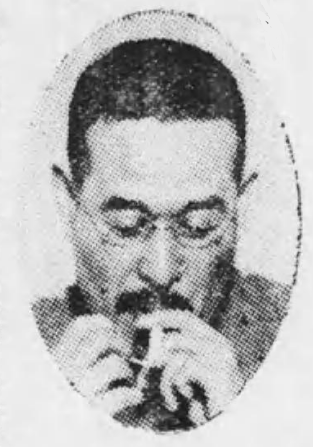
Miyajima Seijirō 1924

Miyajima Seijirō (japanisch 宮島 清次郎; geboren 20. Januar 1879 in Sano (Präfektur Tochigi); gestorben 6. September 1963) war ein japanischer Unternehmer und einer der wichtigsten Wirtschaftsführer nach dem Zweiten Weltkrieg.

## Leben und Wirken
Miyajima Seijirō wurde als zweiter Sohn von Kobayashi Shōtarō (小林 庄太郎) geboren. 1906 machte er seinen Abschluss in Politikwissenschaft an der Universität Tokio, wobei Yoshida Shigeru einer seiner Mitstudenten war. Anschließend nahm er eine Arbeit auf bei dem Unternehmen „Sumitomo Besshi kōgyōsho“ (住友別子鉱業所). Er heiratete Tamura Moriko (田村 盛子), die Tochter des Präsidenten des Spinnereiunternehmens „Tōkyō Bōseki“ (東京紡績), Tamura Rishichi (田村 利七; 1848–1911), und wurde von Tamuras eigentlicher Familie, der Familie Miyajima, adoptiert.
1910 wechselte Miyajima von Sumitomo zu „Tōkyō Bōseki“ und wurde Abteilungsleiter, dann Hauptgeschäftsführer. Er trat nach der Fusion mit „Amagasaki Bōseki“ (尼崎紡績) zurück und wechselte 1914 zum Spinnereiunternehmen „Nisshin Bōseki“ (日清紡績). Dort war er erfolgreich bei der Managementreform und wurde nacheinander Geschäftsführer, Präsident und schließlich Vorstandsvorsitzender.
Während dieser Zeit war er auf Wunsch des Unternehmers Nezu Kaichirō (1860–1940) an der Gründung der „Musashi High School“ (武蔵高等学校, Musashi kōtō gakkō) und der Leitung von „Nisshin Rayon“ (日清レイヨン), „Kokusaku Pulp“ (国策パルプ) und „Dainippon Beer“ (大日本麦酒) beteiligt. Er wirkte auch als Vorstandsvorsitzender des von Nezu gegründeten Nezu-Museums.
Nach dem Zweiten Weltkrieg war Miyajima auf Anweisung der Alliierten zunächst von öffentlichen Ämtern ausgeschlossen, konnte dann 1948 den Vorsitz des „Industrial Club of Japan“ (日本工業倶楽部, Nihon kōgyō kurabu) übernehmen. 1949 wurde er auf Wunsch des Premierministers Yoshida Shigeru in das „Policy Board“ der Bank of Japan berufen. Während er die Neutralität der Bank of Japan verteidigte, war er andererseits hinter den Kulissen ein Unterstützer des Yoshida-Kabinetts.